# Oscar Tietz
Oscar Tietz, född 1858, död 1923, var en tysk-judisk köpman som grundade varuhuskoncernen Hermann Tietz (senare Hertie). Oscar Tietz var son till Jakob och Johanna Tietz. Hans bror Leonhard Tietz grundade Kaufhof. Oscar Tietz grundade med finansiellt stöd av sin farbror Hermann Tietz varuhuset Hermann Tietz i Gera. Från 1886 öppnades flera varuhus i Tyskland och 1900 det första i Berlin. Oscar Tietz ligger begravd på den judiska begravningsplatsen i Weissensee i Berlin.